# Tíner
Tíner (do inglês thinner, "que dilui") é um solvente para tintas e vernizes, muito utilizado em oficinas de funilaria e pintura de automóveis. Por ser um material volátil e altamente inflamável, deve ser manuseado com cuidado, pois pode causar acidentes graves.
Um dos principais componentes é o tolueno, geralmente citado como "hidrocarbonetos aromáticos" por segurança, já que este é um dos principais reagentes para produção de TNT (tri-nitro-tolueno).

## Propriedadestoxicológicas
No Brasil, o tíner só pode ser vendido para maiores de 18 anos, pois contém substâncias altamente tóxicas (hidrocarboneto, acetona ou glicoestéreis). As pessoas interessadas no efeito entorpecente costumam inalar o tíner, assim como se faz com a cola de sapateiro. Geralmente é inalado dentro de uma pequena lata, tendo efeitos alucinógenos e narcose. O tíner destrói os pulmões e possivelmente leva à morte.